# Mike Henry (Schauspieler)
Michael Dennis „Mike“ Henry (* 15. August 1936 in Los Angeles, Kalifornien; † 8. Januar 2021 in Burbank, Kalifornien) war ein US-amerikanischer American-Football-Spieler und Schauspieler.

## Leben und Leistungen
Mike Henry spielte ab 1959 als Linebacker in der Defensive für die Pittsburgh Steelers. 1962 wechselte er innerhalb der NFL zu den Los Angeles Rams. In seiner bis 1964 andauernden Karriere absolvierte er 76 Spiele.
Die Produzenten von Warner Bros. wurden auf den muskulösen Verteidiger aufmerksam. Henry hatte schon 1957 erste Schauspielerfahrungen sammeln können, als er eine kleine Rolle in dem Kriminalfilm Curfew Breakers spielte.  1963 folgten zwei kleine Rollen in den TV-Serien General Hospital und 77 Sunset Strip, sowie zwei Filmrollen in Sommer der Erwartung und Im Paradies ist der Teufel los. Bei den beiden letztgenannten Rollen wurde er im Abspann nicht erwähnt.
1965 übernahm er von Jock Mahoney die Rolle des Dschungelhelden Tarzan. American International Pictures produzierte 1966 Tarzan und die goldene Stadt. 1967 spielte Henry ein weiteres Mal den Tarzan, diesmal für Paramount Pictures in Tarzan am großen Fluß. 1968 folgte Tarzan und der Dschungelboy, wieder produziert von Paramount.  Das Angebot von NBC, die Rolle in der geplanten Fernsehserie zu spielen, lehnte er ab. Die Rolle ging an Ron Ely.
In der Folgezeit übernahm Henry Nebenrollen in Kinofilmen. So war er 1968 im Kriegsfilm Die grünen Teufel an der Seite von John Wayne zu sehen sowie 1969 als Luke Santee in Killer Cain. 1970 spielte er im Westernklassiker Rio Lobo wieder an der Seite von John Wayne.  Es folgten weitere kleine Rollen in Endstation Hölle (1972) und … Jahr 2022 … die überleben wollen (1973), beide mit Charlton Heston. In dem Actionfilm um eine Gefängnis-Footballmannschaft Die härteste Meile spielte Henry 1974 an der Seite von Burt Reynolds.  Mit Fred Williamson spielte er 1976 in dem Actionfilm Die Mafia kennt keine Gnade, dem Western Adios Amigo und dem Thriller Kein Weg zurück.
Eine größere Rolle bekam Henry 1977 in der Actionkomödie Ein ausgekochtes Schlitzohr mit Burt Reynolds. Er spielte die Rolle des Junior Justice, die er in der 1980 produzierten Fortsetzung Das ausgekochte Schlitzohr ist wieder auf Achse und auch 1983 in Das ausgekochte Schlitzohr III wiederholte. 1987 übernahm er letztmals eine Filmrolle. Diesmal war es eine kleine Nebenrolle als Russe in der Komödie Nichts als Ärger mit dem Typ.
Mike Henry war auch in einigen TV-Serien zu sehen. 1970 spielte er in einer Folge der Westernserie Daniel Boone mit. Es folgten Auftritte in Dan Oakland (1970), Der Sechs-Millionen-Dollar-Mann (1974 und 1975), Rhoda (1976), M*A*S*H (1977), Lou Grant (1977) und Fantasy Island (1981).
Von 1984 war er mit Cheryl Sweeney verheiratet. Das Paar bekam eine Tochter namens Shannon Noble. Nachdem bei ihm 1988 die Parkinson-Krankheit diagnostiziert wurde, zog sich Henry ins Privatleben zurück. Mike Henry starb Anfang Januar 2021 im Providence St. Joseph Medical Center im kalifornischen Burbank.

## Filmografie (Auswahl)
Kinofilme
- 1957: Curfew Breakers
- 1963: Sommer der Erwartung (Spencer's Mountain) im Abspann nicht genannt
- 1963: Im Paradies ist der Teufel los (Palm Springs Weekend) im Abspann nicht genannt
- 1966: Tarzan und die goldene Stadt (Tarzan and the Valley of Gold)
- 1967: Tarzan am großen Fluß (Tarzan and the Great River)
- 1968: Tarzan und der Dschungelboy (Tarzan and the Jungle Boy)
- 1968: Die grünen Teufel (The Green Berets)
- 1969: Killer Cain (More Dead Than Alive)
- 1970: Rio Lobo
- 1972: Endstation Hölle (Skyjacked)
- 1973: … Jahr 2022 … die überleben wollen (Soylent Green)
- 1974: Die härteste Meile (The Longest Yard)
- 1976: Die Mafia kennt keine Gnade (Mean Johnny Barrows)
- 1976: Adios Amigo
- 1976: Kein Weg zurück (No Way Back)
- 1977: Ein ausgekochtes Schlitzohr (Smokey and the Bandit)
- 1980: Das ausgekochte Schlitzohr ist wieder auf Achse (Smokey and the Bandit II)
- 1983: Das ausgekochte Schlitzohr III (Smokey and the Bandit Part 3)
- 1987: Nichts als Ärger mit dem Typ (Outrageous Fortune)

TV-Serien
- 1963: General Hospital – 1. Staffel
- 1963: 77 Sunset Strip – 5. Staffel, Episode 31 (To Catch a Mink)
- 1970: Daniel Boone – 6. Staffel, Episode 24 (Die Erziehung von Josh)
- 1970: Dan Oakland – 1. Staffel, Episode 11 (Wenn der Ruhm verblasst)
- 1974: Der Sechs-Millionen-Dollar-Mann – 1. Staffel, Episode 17 (Gefahr für Steve Austin)
- 1975: Der Sechs-Millionen-Dollar-Mann – 3. Staffel, Episode 8 (Ein faules Spiel)
- 1976: Rhoda – 2. Staffel, Episode 18
- 1977: M*A*S*H – 6. Staffel, Episode 11 (Die eigene Olympiade)
- 1978: Lou Grant – 1. Staffel, Episode 15 (Unfaires Spiel)
- 1981: Fantasy Island – 4. Staffel, Episode 11 (Mutter- und Künstlerglück)